# 达摩克型小行星
達摩克型小行星是像(5335) 達摩克里斯和1996 PW這兩顆，有著像哈雷彗星這種哈雷族彗星的軌道週期，或長週期與高離心率軌道，但不會顯示彗髮或尾巴的小行星。大衛·朱維特定義達摩克型小行星為相較於木星的蒂塞朗參數小於或等於2的天體（TJ ≤ 2）；而日本天文學家中村彰正建議，符合以下兩項條件之一的小行星，即可將之列入達摩克型：
1. 軌道半短軸(q) < 5.2 AU、軌道半長軸(a) > 8.0 AU，以極軌道離心率(e) > 0.75
2. 或是軌道傾角(i) > 90°

但是，這個定義並未聚焦在木星，不包括像是(127546) 2002 XU93、2003 WG166、和2004 DA62等天體。
使用相較於木星小於或等於2的蒂塞朗參數，目前有156顆達摩克型小行星的候選者。這些候選者中，有106顆的軌道觀測弧超過30天，可以提供相當好的軌道。假定反照率是0.04，它們的平均半徑是8公里。有4顆達摩克型小行星的反照率已經被測量過，它們是太陽系中已知的最黑暗天體之一。達摩克型小行星的顏色偏紅，但不若許多古柏帶或半人馬天體那麼紅。其它的達摩克型小行星包括：2013 BL76、2012 DR30、2008 KV42、(65407) 2002 RP120、和(20461) Dioretsa。
逆行的天體，像是哈雷彗星和達摩克小行星(343158) 2009 HC82，相對於地球的速度可以達到81 km/s（290,000 km/h）。

## 起源
達摩克型小行星被認為是哈雷家族彗星在失去所有的揮發性物質之後，殘留下的核心，並進入休眠狀態，而這些彗星可能來自歐特雲。這種假說被許多達摩克型小行星呈現的事實強化（有許多被賦予臨時名稱），這些小行星之後顯示有彗髮，並且被證實是彗星： C/2001 OG108 (龍尼歐)、C/2002 CE10 (LINEAR)、C/2002 VQ94 (LINEAR)、C/2004 HV60 (Spacewatch)，可能還有其它的。起源於彗星的另一個強有力徵兆是一些達摩克小行星有著不同於其它小行星的逆行軌道（天體的軌道傾角在90度到180之間，是有與其它許多天體相反方向運行的逆行軌道）。

## 外部連結
- 达摩克型小行星一覽表(英)[]
- David Jewitt, 2005年1月，第一次觀察達摩克型小行星 （页面存档备份，存于）